# Andrei Socaci
Andrei Socaci (n. 19 iunie 1966, Sântimbru, România) este un halterofil român, laureat cu medalia de argint la Jocurile Olimpice de vară de la Los Angeles (1984), antrenor la CS Dinamo București, Maestru al Sportului și Maestru Emerit al Sportului.

## Carieră sportivă
A fost descoperit de antrenorul Ștefan Sturza și legitimat inițial la secția de haltere a clubului Unirea Alba Iulia. S-a transferat apoi la Olimpia București, după care a fost legitimat la CS Dinamo București.
A fost de nouă ori campion al României și a stabilit 23 de recorduri naționale. A cucerit titluri la Campionate Mondiale și Campionate Europene de juniori, iar la seniori a obținut 12 medalii mondiale, dintre care trei  de aur, trei de argint si șase de bronz,  și 15 medalii continentale, dintre care patru de aur, cinci de argint și șase de bronz.